# Sudamericano Femenino de Futsal 2011
El Campeonato Sudamericano Femenino de Futsal 2011 fue la cuarta edición del Sudamericano Femenino de Futsal y se llevó a cabo del 7 de octubre al 14 de octubre de 2011, en el gimnasio cubierto "Mauricio Johnson" de la ciudad de Maracay, Venezuela. En esta edición, Brasil se corona campeón por cuarta vez consecutiva luego de derrotar a Argentina.

## Equipos participantes
Nueve selecciones de futsal miembros de la CONMEBOL participaran en este torneo.
| Equipos participantes | Equipos participantes | Equipos participantes | Equipos participantes | Equipos participantes |
| --------------------- | --------------------- | --------------------- | --------------------- | --------------------- |
| Argentina             | Brasil                | Chile                 | Colombia              | Ecuador               |
| Paraguay              | Perú                  | Uruguay               | Venezuela             |                       |

### Árbitros
- Darío Santamaría
- Katiucia dos Santos
- Alane Lucena
- Franco Arrué
- Oswaldo Gómez
- Wilson Torres
- Néstor Valiente
- Doris Doria
- Teresa Analía da Rosa
- Juan Mezías
- Félix Rumbos

## Primera ronda

### Grupo A
| Equipo    | Pts | PJ | PG | PE | PP | GF | GC | Dif |
| --------- | --- | -- | -- | -- | -- | -- | -- | --- |
| Argentina | 12  | 4  | 4  | 0  | 0  | 14 | 3  | +11 |
| Venezuela | 9   | 4  | 3  | 0  | 1  | 11 | 5  | +6  |
| Uruguay   | 6   | 4  | 2  | 0  | 2  | 8  | 11 | -3  |
| Chile     | 3   | 4  | 1  | 0  | 3  | 9  | 13 | -4  |
| Perú      | 0   | 4  | 0  | 0  | 4  | 7  | 17 | -10 |

| 8 de octubre de 2011 | Chile | 2:3 (1:0) | Uruguay | Mauricio Johnson, Maracay |  |
| 16:00                |       |           |         |                           |  |

| 8 de octubre de 2011 | Venezuela | 4:2 (4:1) | Perú | Mauricio Johnson, Maracay |  |
| 20:00                |           |           |      |                           |  |

- Equipo libre:  Argentina.

| 9 de octubre de 2011 | Perú | 3:4 (3:1) | Chile | Mauricio Johnson, Maracay |  |
| 17:00                |      |           |       |                           |  |

| 9 de octubre de 2011 | Argentina | 2:1 (0:1) | Venezuela | Mauricio Johnson, Maracay |  |
| 19:00                |           |           |           |                           |  |

- Equipo libre:  Uruguay.

| 10 de octubre de 2011 | Uruguay | 5:2 (3:0) | Perú | Mauricio Johnson, Maracay |  |
| 14:00                 |         |           |      |                           |  |

| 10 de octubre de 2011 | Chile | 2:5 (0:2) | Argentina | Mauricio Johnson, Maracay |  |
| 16:00                 |       |           |           |                           |  |

- Equipo libre:  Venezuela.

| 11 de octubre de 2011 | Perú | 0:4 (0:3) | Argentina | Mauricio Johnson, Maracay |  |
| 15:00                 |      |           |           |                           |  |

| 11 de octubre de 2011 | Venezuela | 4:0 (0:0) | Uruguay | Mauricio Johnson, Maracay |  |
| 19:00                 |           |           |         |                           |  |

- Equipo libre:  Chile.

| 12 de octubre de 2011 | Uruguay | 0:3 (0:1) | Argentina | Mauricio Johnson, Maracay |  |
| 13:00                 |         |           |           |                           |  |

| 12 de octubre de 2011 | Chile | 1:2 (1:2) | Venezuela | Mauricio Johnson, Maracay |  |
| 19:00                 |       |           |           |                           |  |

- Equipo libre:  Perú.

### Grupo B
| Equipo   | Pts | PJ | PG | PE | PP | GF | GC | Dif |
| -------- | --- | -- | -- | -- | -- | -- | -- | --- |
| Brasil   | 9   | 3  | 3  | 0  | 0  | 42 | 3  | +39 |
| Paraguay | 6   | 3  | 2  | 0  | 1  | 7  | 25 | -18 |
| Colombia | 3   | 3  | 1  | 0  | 2  | 9  | 15 | -6  |
| Ecuador  | 0   | 3  | 0  | 0  | 3  | 7  | 22 | -15 |

| 8 de octubre de 2011 | Brasil | 13:1 (6:0)               | Ecuador  | Mauricio Johnson, Maracay          |                                    |
| 18:00                | Marcela 19', 20', 29', 30' · Lú 13', 21', 23' · Vanessa 25', 31' · Jessika 18', 39' · Taty 13' · Cilene 8' | Futsal do Brasil Reporte | Mora 38' | Árbitro(s): Dario Santamaria (ARG) | Árbitro(s): Dario Santamaria (ARG) |

| 9 de octubre de 2011 | Paraguay | 3:2 (2:1) | Colombia | Mauricio Johnson, Maracay |  |
| 15:00                |          |           |          |                           |  |

| 11 de octubre de 2011 | Colombia  | 1:8 (0:2)                | Brasil                                                                                   | Mauricio Johnson, Maracay     |                               |
| 13:00                 | Laura 32' | Futsal do Brasil Reporte | Neguinha 2', 21', 24' · Vanessa 4' · Jú Delgado 29' · Jessiquinha 32' · Jessika 16', 37' | Árbitro(s): Juan Mejias (VEN) | Árbitro(s): Juan Mejias (VEN) |

| 11 de octubre de 2011 | Ecuador | 2:3 (0:2) | Paraguay | Mauricio Johnson, Maracay |  |
| 17:00                 |         |           |          |                           |  |

| 12 de octubre de 2011 | Ecuador | 4:6 (2:4) | Colombia | Mauricio Johnson, Maracay |  |
| 15:00                 |         |           |          |                           |  |

| 12 de octubre de 2011 | Brasil | 21:1 (5:0)               | Paraguay  | Mauricio Johnson, Maracay          |                                    |
| 17:30                 | Lu (6) Vanessa (5) Ju Delgado (3) Marcela (2) Jessiquinha (1) Jéssika (1) Desirrê (1) Taty (1) Neguinha (1) | Futsal do Brasil Reporte | Dulce 26' | Árbitro(s): Dario Santamaria (ARG) | Árbitro(s): Dario Santamaria (ARG) |

## Segunda ronda

### Cuadro general
|  | Semifinales           | Semifinales           |        |           | Final                 | Final                 |  |
|  | 13 de octubre de 2011 | 13 de octubre de 2011 |        |           | 14 de octubre de 2011 | 14 de octubre de 2011 |  |
|  |                       |                       |        |           |                       |                       |  |
|  |                       |                       |        |           |                       |                       |  |
|  | Argentina             | 3                     |        |           |                       |                       |  |
|  | Argentina             | 3                     |        |           |                       |                       |  |
|  | Paraguay              | 0                     |        |           |                       |                       |  |
|  | Paraguay              | 0                     |        | Argentina | 1                     |                       |  |
|  |                       |                       |        | Argentina | 1                     |                       |  |
|  |                       |                       | Brasil | 8         |                       |                       |  |
|  | Brasil                | 10                    | Brasil | 8         |                       |                       |  |
|  | Brasil                | 10                    |        |           |                       |                       |  |
|  | Venezuela             | 0                     |        |           | Tercer lugar          | Tercer lugar          |  |
|  | Venezuela             | 0                     |        |           | Tercer lugar          | Tercer lugar          |  |
|  |                       |                       |        |           |                       |                       |  |
|  |                       |                       |        |           | Paraguay (t.s.)       | 4                     |  |
|  |                       |                       |        |           | Paraguay (t.s.)       | 4                     |  |
|  |                       |                       |        |           | Venezuela             | 2                     |  |
|  |                       |                       |        |           | Venezuela             | 2                     |  |
|  |                       |                       |        |           |                       |                       |  |

### Quinto lugar
|  | Quinto puesto play-off |   |
|  |                        |   |
|  | 13 de octubre de 2011  |   |
|  |                        |   |
|  | Uruguay                | 0 |
|  | Uruguay                | 0 |
|  | Colombia               | 1 |
|  | Colombia               | 1 |

### Séptimo lugar
|  | Séptimo puesto play-off |   |
|  |                         |   |
|  | 13 de octubre de 2011   |   |
|  |                         |   |
|  | Ecuador                 | 8 |
|  | Ecuador                 | 8 |
|  | Chile                   | 4 |
|  | Chile                   | 4 |

### Séptimo puesto
| 13 de octubre de 2011 | Ecuador | 8:4 | Chile | Mauricio Johnson, Maracay |  |
| 14:30                 |         |     |       |                           |  |

### Quinto puesto
| 13 de octubre de 2011 | Uruguay | 0:1 (0:0) | Colombia | Mauricio Johnson, Maracay |  |
| 16:00                 |         |           |          |                           |  |

### Semifinales
| 13 de octubre de 2011 | Argentina | 3:0 (2:0) | Paraguay | Mauricio Johnson, Maracay |  |
| 17:30                 |           |           |          |                           |  |

| 13 de octubre de 2011 | Brasil                                                                                            | 10:0 (6:0)                              | Venezuela | Mauricio Johnson, Maracay      |                                |
| 19:00                 | Lu 1', 13' · Cilene 7', 16' · Taty 3' · Neguinha 35' · Jessiquinha 21', 35' · Ju Delgado 19', 29' | Federación Venezolana de Futbol Reporte |           | Árbitro(s): Franco Arrue (CHI) | Árbitro(s): Franco Arrue (CHI) |

### Tercer lugar
| 14 de octubre de 2011 | Paraguay | 4:2 (2:2, 1:0) (t. s.)(2:0 t. s.) | Venezuela | Mauricio Johnson, Maracay |  |
| 11:00                 |          |                                   |           |                           |  |

### Final
| 14 de octubre de 2011 | Argentina | 1:8 (1:2)                | Brasil                                                                                     | Mauricio Johnson, Maracay         |                                   |
| 11:00                 | Medina 7' | Futsal do Brasil Reporte | Vanessa 11' · Jessiquinha 16', 38' · Taty 34', 35' · Jessika 30' · Ju Delgado 26' · Lú 23' | Árbitro(s): Nestor Valiente (PAR) | Árbitro(s): Nestor Valiente (PAR) |

| Bandera de Brasil            |
| Campeón Brasil Cuarto título |

## Tabla general
| Pos. | Equipo    | Pts | J | G | E | P | GF | GC | Dif. | Rend. |
| ---- | --------- | --- | - | - | - | - | -- | -- | ---- | ----- |
| 1    | Brasil    | 15  | 5 | 5 | 0 | 0 | 60 | 4  | +56  | 100%  |
| 2    | Argentina | 15  | 6 | 5 | 0 | 1 | 18 | 11 | +7   | 83,3% |
| 3    | Paraguay  | 9   | 5 | 3 | 0 | 2 | 11 | 30 | -19  | 60%   |
| 4    | Venezuela | 9   | 6 | 3 | 0 | 3 | 13 | 19 | -6   | 50%   |
| 5    | Colombia  | 6   | 4 | 2 | 0 | 2 | 10 | 15 | -5   | 50%   |
| 6    | Uruguay   | 6   | 5 | 2 | 0 | 3 | 8  | 12 | -4   | 40%   |
| 7    | Ecuador   | 3   | 4 | 1 | 0 | 3 | 15 | 26 | -11  | 25%   |
| 8    | Chile     | 3   | 5 | 1 | 0 | 4 | 13 | 21 | -8   | 20%   |
| 9    | Perú      | 0   | 4 | 0 | 0 | 4 | 7  | 17 | -10  | 0%    |